# 앞자리 부호
앞자리 부호, 접두 코드, 프리픽스 코드(prefix code)는 앞자리 속성을 특징으로 하는 부호 시스템의 일종으로, 시스템에 온전한 부호 워드(시스템의 기타 모든 부호 워드의 앞자리)가 없을 것을 요구한다. 예를 들어 부호 워드 {9, 55}의 코드는 앞자리 부호가 있다. {9, 5, 59, 55}를 구성하는 부호는 그렇지 않은데, "5"가 "59"의 앞자리이고, "55"의 것도 그러하기 때문이다.
허프만 부호화가 앞자리 부호를 유도하는 수많은 알고리즘들 가운데 하나이지만 앞자리 코드가 "허프만 부호"로 언급되기도 하는데 심지어는 허프만 알고리즘에 의해 만들어지지 않은 상황에서도 그러한 일이 발생한다. 쉼표가 없는 부호(컴마가 없는 부호, comma-free code)가 앞자리가 없는 부호와 동의어로 취급되기는 하지만 대부분의 수학 서적과 문헌에서(예:) 쉼표가 없는 부호는 앞자리 부호의 하위 분류인 자체 동기 부호를 의미하기 위해 사용된다.